# Acontia elegans
Acontia elegans är en fjärilsart som beskrevs av Stephens 1829. Acontia elegans ingår i släktet Acontia och familjen nattflyn. Inga underarter finns listade i Catalogue of Life.